# Viljandi linnastaadion
Das Viljandi linnastaadion ist ein Fußball- und Leichtathletikstadion in Viljandi, Estland. Der Fußballverein Tulevik Viljandi trägt hier seine Heimspiele aus. 
Das Stadion befindet sich direkt am Viljandi-See. Es hat eine Kapazität von ca. 2000 Zuschauern. Diese teilt sich in 1000 Steh- und 1000 Sitzplätze auf. Die Sitzplätze befinden sich lediglich an einer Längsseite. Hier gibt es fünf bzw. sechs Sitzreihen aus Holzbänken. 
Die Spielfläche hat eine Größe von 102 m × 68 m.
1928 wurde mit dem Bau des Stadions begonnen, die Eröffnung fand 1932 oder 1933 statt. 1960 und 1989 wurde das Stadion umgebaut. Stand 2007 entspricht das Stadion nicht mehr den UEFA-Richtlinien. Es dürfen somit keine internationalen Spiele ausgetragen werden. 
Für 2008 ist ein Stadionneubau geplant. Es soll 2000 Sitzplätze erhalten und einen neuen Fußballplatz und neue Leichtathletikbahnen bekommen.
Die estnische Fußballnationalmannschaft spielte bisher zweimal im Linnastaadion. Die Premiere fand am 4. Juni 1997 gegen Aserbaidschan statt. Estland gewann 1:0. Das zweite und bisher letzte Spiel fand am 29. Juni 1998 gegen Litauen statt und endete 0:0. Beide Spiele waren Freundschaftsspiele.
Die höchste Besucherzahl erlebt das Stadion beim jährlich stattfinden Lauf um den Viljandi-See. Dieser Volkslauf ist einer der größten in Estland. Bis zu 2.500 Zuschauer verfolgen den Zieleinlauf im Stadion.
Zu einem Ligaspiel von Tulevik Viljandi erscheinen gewöhnlich zwischen 100 und 200 Zuschauer.

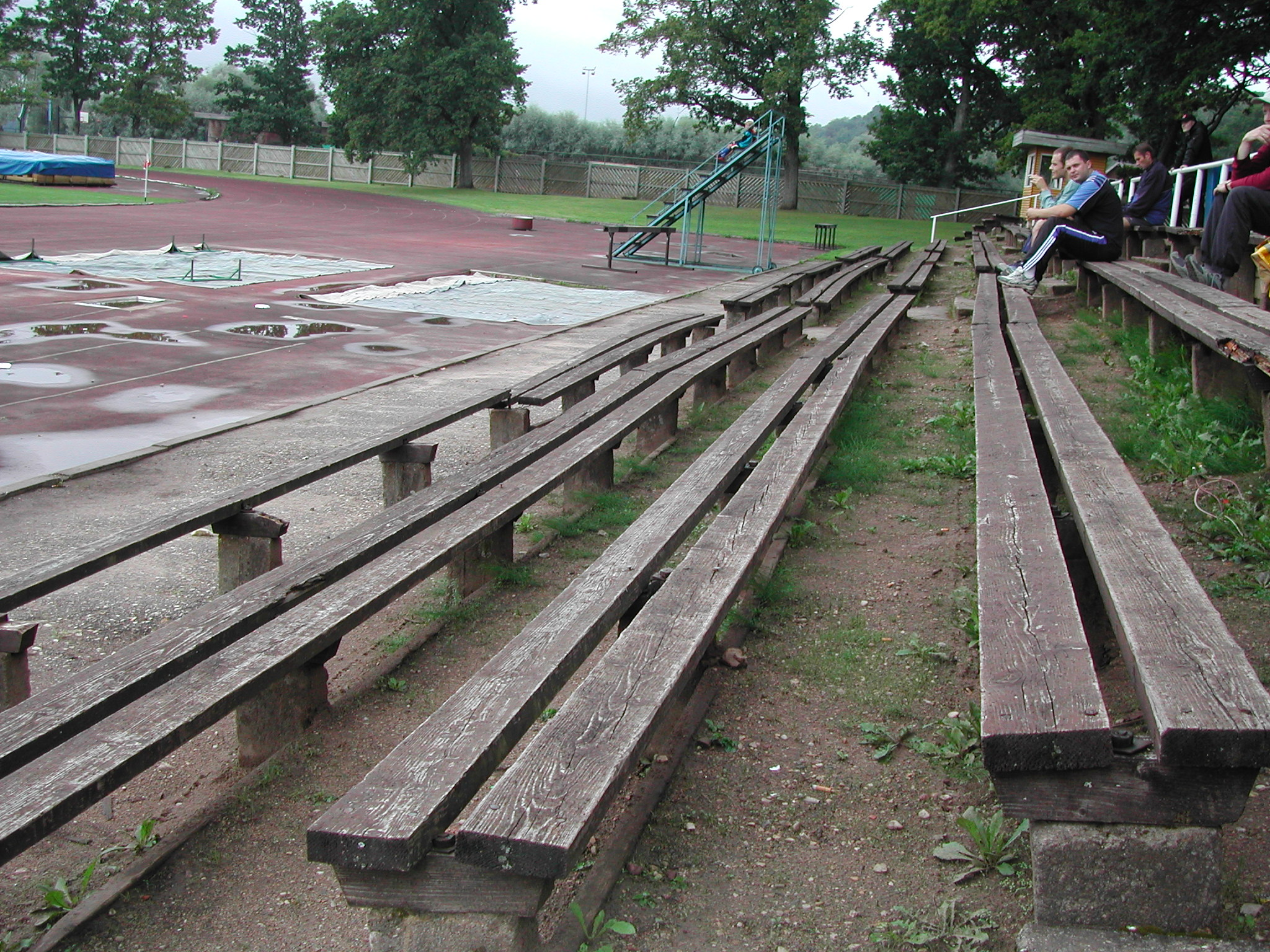
Holzbänke auf der Tribüne